# ایرینا گایورونسکا
ایرینا گایورونسکا (انگلیسی: Iryna Gayvoronska؛ زادهٔ ۴ ژانویهٔ ۱۹۸۳) ورزشکار ورزش شنا اهل اوکراین است.

## زندگی
گایورونسکا در نیژنی تاگیل زاده‌شد.

## حرفه
گایورونسکا همچنین از شناگران موزون در المپیک تابستانی ۲۰۰۴ بوده‌است.